# Байеу, Мануэль
Мануэль Байеу (Байеу-и-Субиас; исп. Manuel Bayeu y Subías; 8 января 1740, Сарагоса, Арагон — 1809, Сарагоса, Арагон) — испанский художник и монах-картезианец, брат художников Франсиско и Рамона Байеу.

## Биография
Родился в 1740 году в Сарагосе. В 1760 году в возрасте около 20 лет поступил послушником в картезианский монастырь Нуэстра-Сеньора-Де-Лас-Фуэнтес в Арагоне, в 1772 году принял постриг в том же монастыре.
Дав обет молчания, который является отличительной чертой картезианцев, он, однако, продолжил писать картины.  В 1779 году некоторые художники Сарагосы обвинили его в неуплате налогов с продажи картин. Мануэль ответил на обвинения в письменном виде, утверждая, что всего его картины бесплатно передавались тем, кто оказал его картезианскому монастырю какую-нибудь услугу. Кроме занятия станковой живописью, Мануэль также создавал росписи во многих храмах и монастырях. Сохранилось и несколько рисунков его авторства. 
Кроме того, сохранилась обширная переписка Мануэля, которую он вёл тем более охотно, что продолжал соблюдать обет молчания. Будучи братом известного столичного художника Франсиско Байеу и шурином Гойи, он имел знакомых в соответствующих кругах, отношения с которыми поддерживал при помощи переписки, из сохранившейся части которой во многом и стали известными некоторые детали его биографии. 
Многие работы Мануэля изображали причисленных к лику святых отцов-картезианцев. Байеу являлся востребованным художником:  работал даже на отдалённой Майорке, в местном картезианском монастыре.
Предполагается, что фра Мануэль Байеу погиб или скончался в 1809 году во время осады французами Сарагосы.

## Работы Мануэля Байеу

### Сцены из жития святогоБруно Кёльнского, основателя монашеского ордена картезианцев
Весь цикл хранится в городе Уэска, в городском художественном музее.

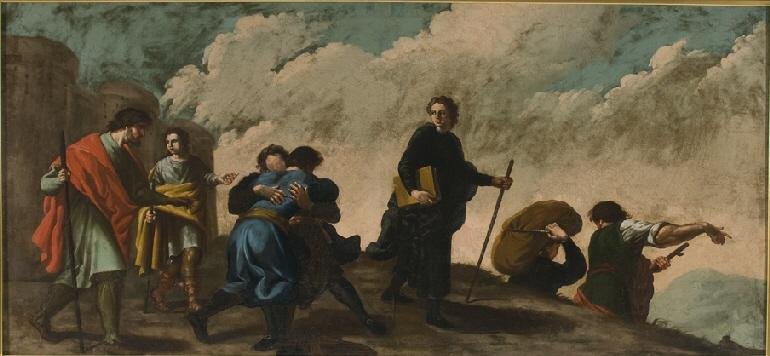
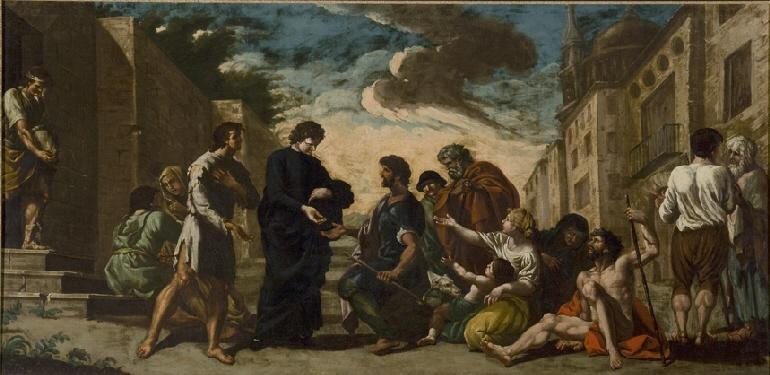
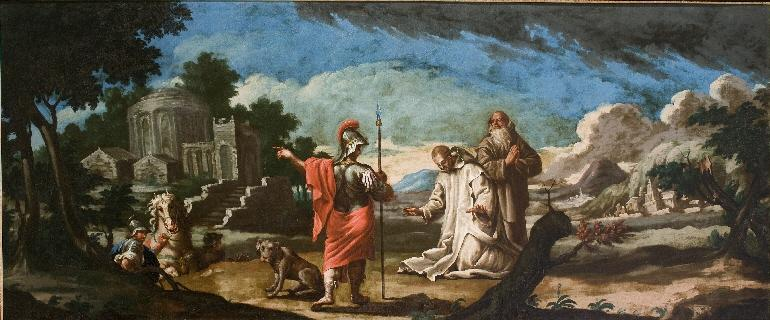
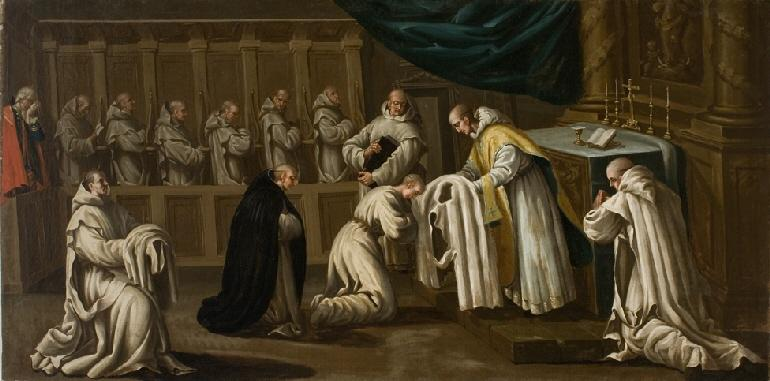
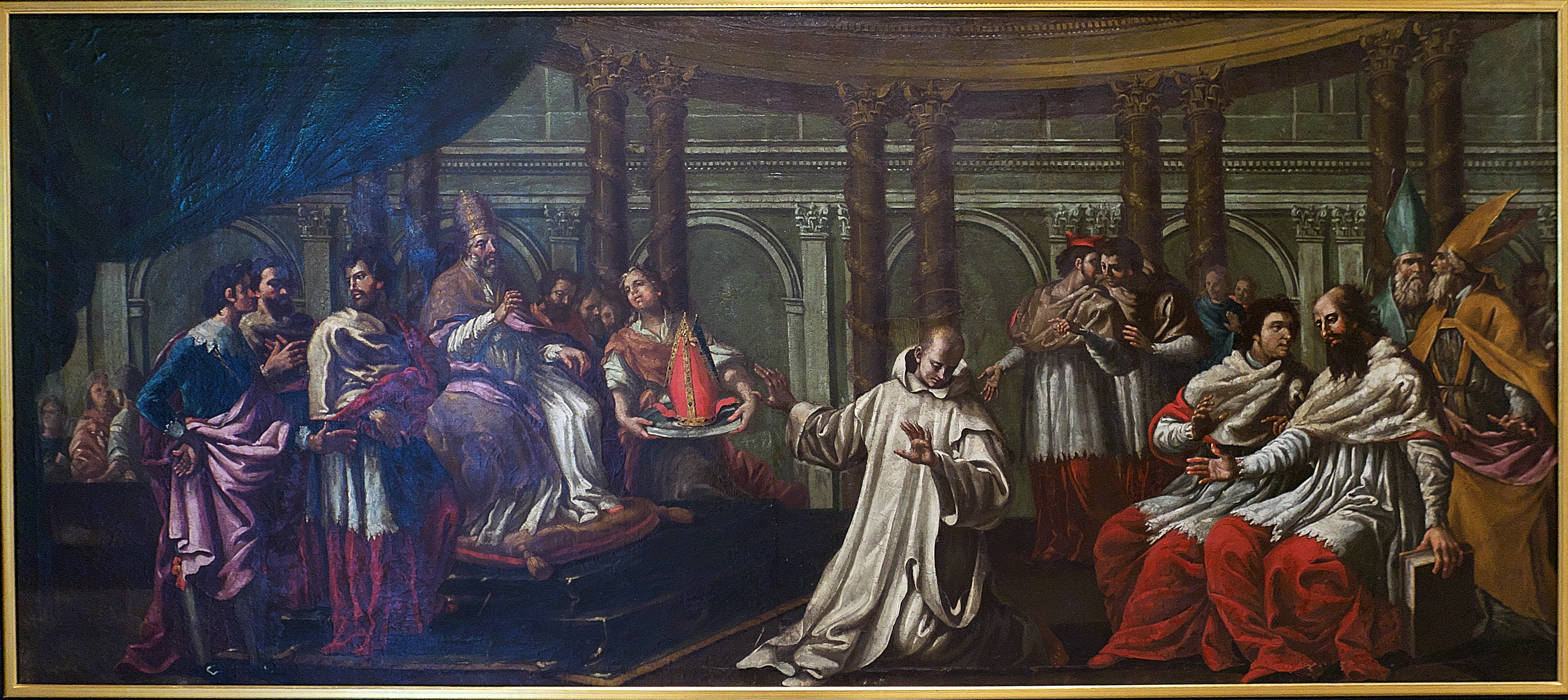
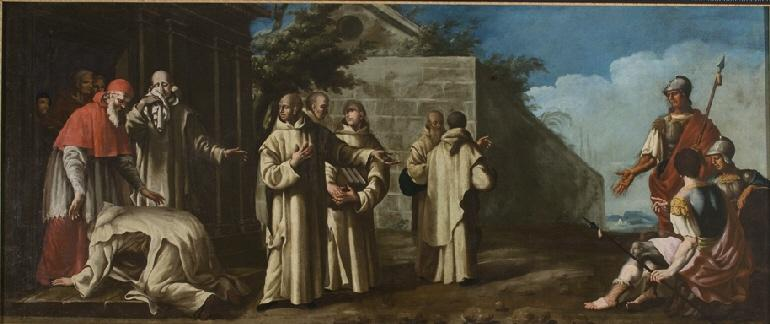
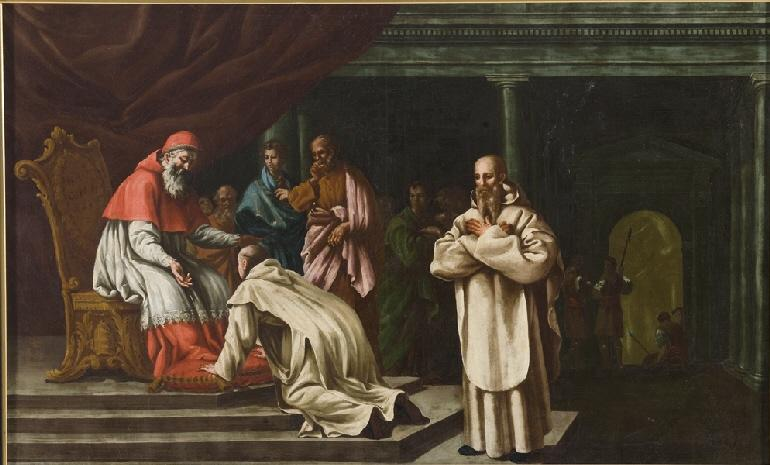
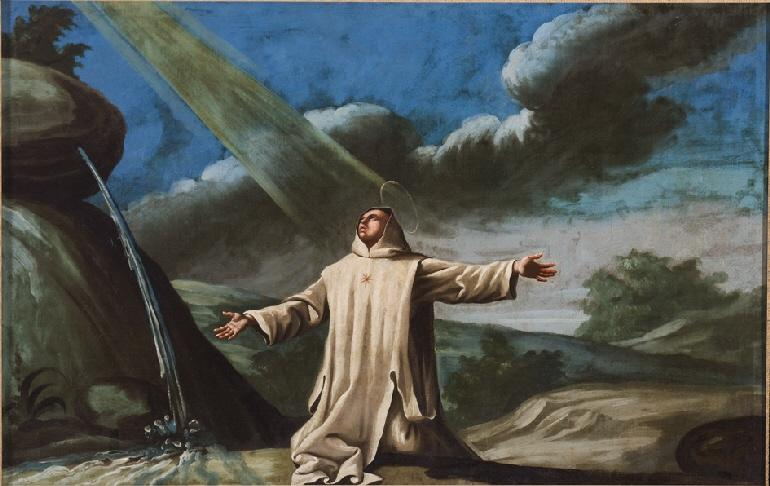

 Картины представлены ниже в произвольном порядке.